# أوين سميث
أوين سميث (بالإنجليزية: Owen Smith )‏ (و. 1970 – م) هو سياسي، ومنتج تلفزيوني، من المملكة المتحدة، هو عضوٌ في حزب العمال.

## مناصب
تولى منصب وزير دولة - ظل - للعمل والمعاشات (14 سبتمبر 2015–27 يونيو 2016)، وعضو البرلمان في المملكة المتحدة.

## التعليم
تعلم في جامعة ساسكس.

## مناصب وهيئات
أدار فايزر (2005–2008)، وبي بي سي.